# St. Paulus (Konya)

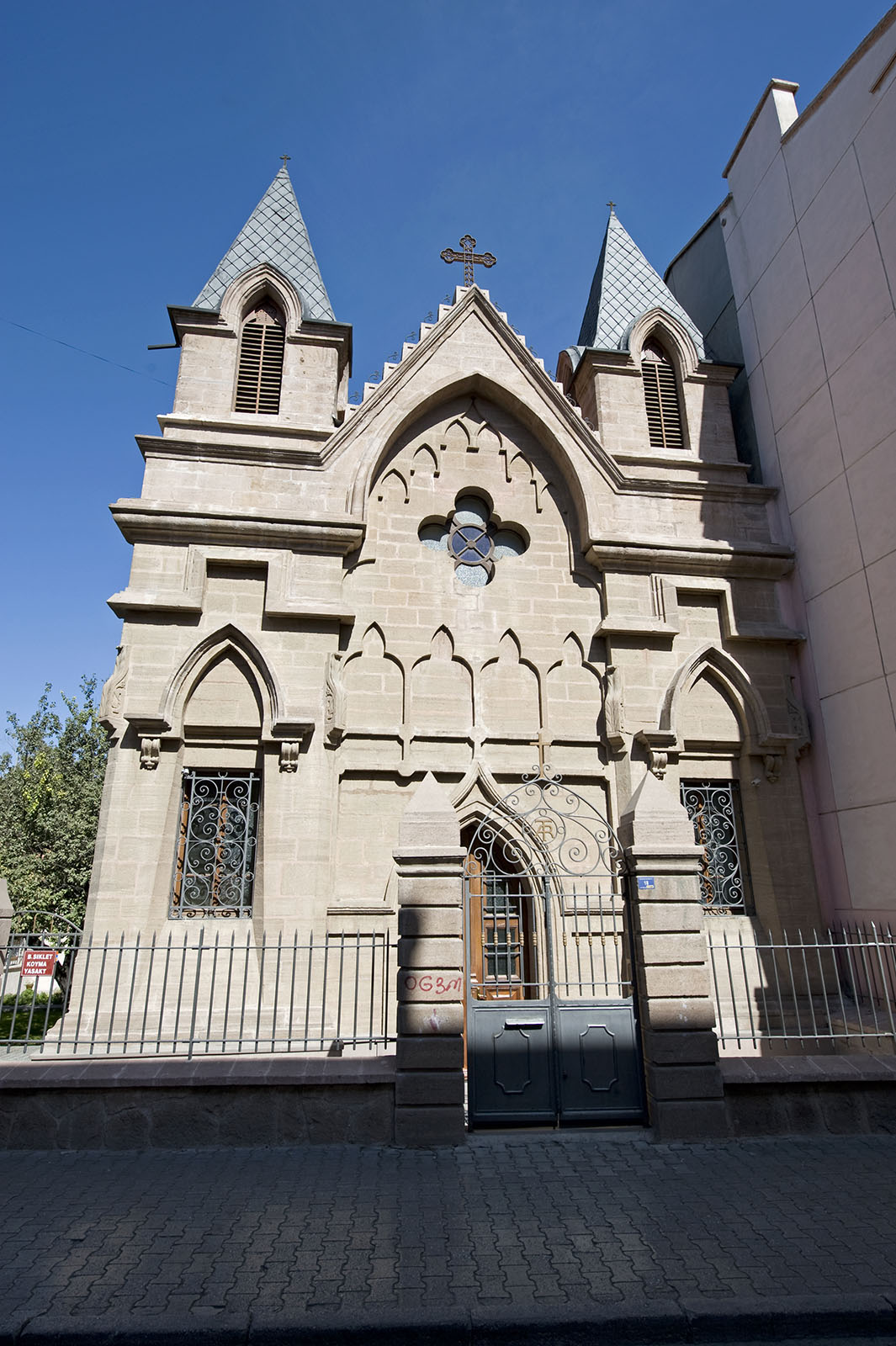
Die Kirche im Jahre 2008

Die St.-Paulus-Kirche (türkisch Aziz Pavlos Kilisesi) ist eine römisch-katholische Kirche im Stadtviertel Meram der zentralanatolischen Großstadt Konya in der Türkei. Es ist das letzte aktive Kirchengebäude in der Stadt.
Die unter dem Patrozinium des Heiligen Apostels Paulus von Tarsus stehende Kirche wurde im Jahre 1910 vom Orden der Assumptionisten für die Familien französischer Techniker erbaut. Nachdem fast alle Kirchen von Konya zerstört oder in Moscheen umgewandelt wurden, dient sie heute als einziges aktives christliches Gotteshaus der Stadt. 1963 wurde sie renoviert und restauriert. In der Kuppel der Apsis befindet sich ein Schriftzug auf Latein: „Heiliger Paulus, Gott hat dich auserwählt.“
Die vergleichsweise kleine im französisch-neugotischen Stil errichtete Kirche hat zwei Glockentürme. 
Hier wird auch der Heiligen Thekla von Iconium und Timotheos gedacht.